# Долина Саджек
Долина Саджек (бенг. সাজেক উপত্যকা) — популярне туристичне місце в Бангладеш, розташоване серед пагорбів хребта Касалонг у північній частині району Читтагонгських гір. Долина, яку називають «Королевою пагорбів» і «Дахом Рангаматі» відома своєю зеленню та густими лісами, розташована на висоті 550 м над рівнем моря.

## Історія
Назва долини Саджек походить від річки Саджек, яка є правою притокою Карнафулі. Долина, яка раніше вважалася одним із найвіддаленіших регіонів країни через складний рельєф та відсутність значної економічної діяльності, має поселення, що датуються 1885 роком. Туризм в долині почав розвиватися на початку 2010-х років, після створення мережі доріг, що з’єднала долину з рештою країни. Будівництво доріг було здійснено армією Бангладеш і тривало близько 10 років. Розвиток туризму в регіоні  має швидку тенденцію, так станом на 2016  рік в регіоні було зареєстровано 6 курортів, а у  2020 році їх вже було 83. У 2020 році туризм був тимчасово припинений на п'ять місяців через пандемію COVID-19.

## Географія
Долина Саджек розташована в межах району Саджек, що є найбільшою за площею адміністративною одиницею в Бангладеш. Долина розташована в північній частині Читтагонгських гір, серед пагорбів Касалонг. Район підпадає під адміністративну юрисдикцію Багаіхарі Упазіла в районі Рангаматі, розташованому приблизно за 80 км від району Кхаграчхарі. Долина розташована поблизу індійського прикордонного штату Мізорам, оточена пагорбами Мізорам на сході та Тріпура на півночі. Середня висота долини становить 550 м над рівнем моря.

### Навколишнє середовище
Долина Саджек відома своїм природним середовищем, яке має постійно зелені гори, густі ліси та горбисту місцевість, що приваблює туристів. Через гори протікає багато невеликих річок, серед яких  Касалонг і Масалонг. 
На шляху до долини Саджек потрібно перетнути хребет Майні та річку Майні. Дорога на Саджек має круті підйоми та спуски. 

### Населені пункти
В долині Саджек мало населених пунктів: на початку долини розташоване село Руйлуй-Пара, а в найвіддаленішій точці на вершині пагорба Конглак село Конглак-Пара. Є ще кілька віддалених поселень, у тому числі Хамарі Пара, населених невеликими групами етнічних меншин.

## Демографія
Мешканці долини Саджек складають різні групи етнічних меншин:  чакма, марма, трипурі, панхо, лушаї та інші корінні громади. У цих громадах помітна участь жінок у економічних заняттях, зокрема в таких видах діяльності, як вирощування та збір фруктів і овочів. Попри те, що бенгальська мова є широко поширеною серед них, молоде покоління часто певним ступенем володіє англійською. 

## Транспортна інфраструктура
До долини Саджек можливо дістатися автотранспортом по трасі районного значення Z1603 від Хаграчхарі, через Дігінала та  Багайхат. Від міста Кхаграчарі їхати треба приблизно 70 кілометрів, а це 4-5 годин їзди по звивистих горбистих дорогах. Долаючи цю відстань, туристи зазвичай використовують  орендовані автомобілі, відомі як chander gari (бенгальська চান্দের গাড়ি).

## Галерея

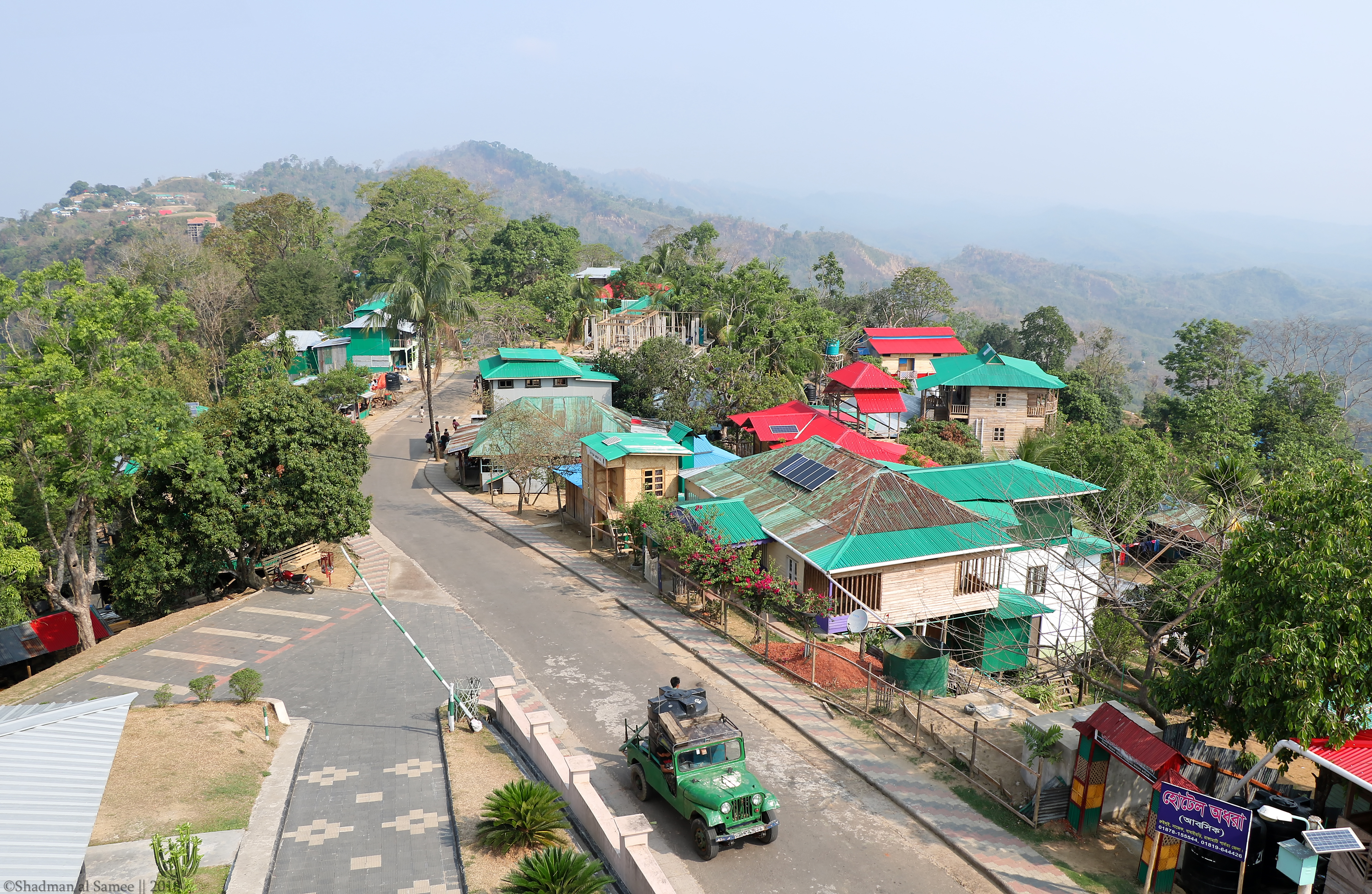
Місто Саджек, Рангаматі
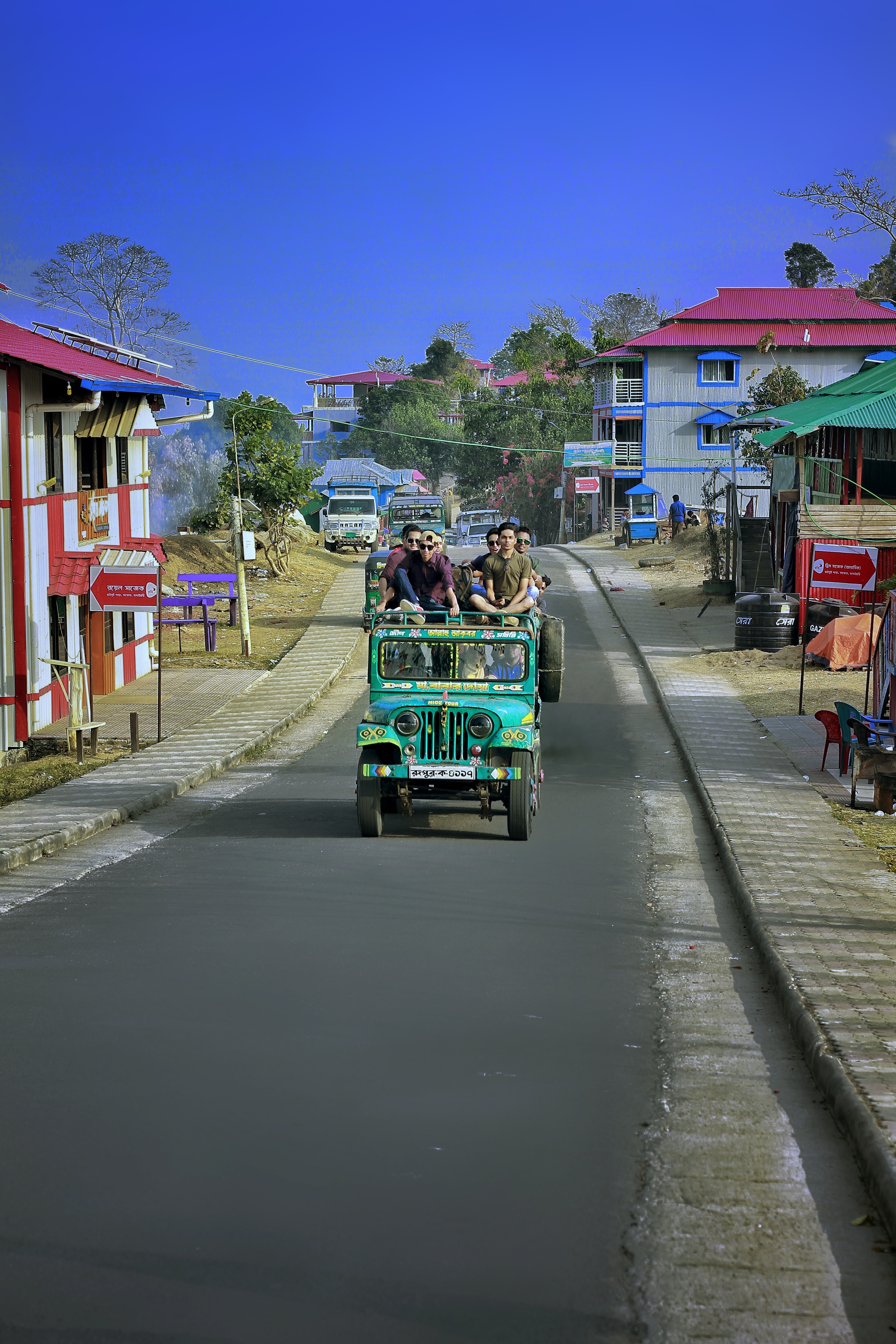
Чандер Гарі
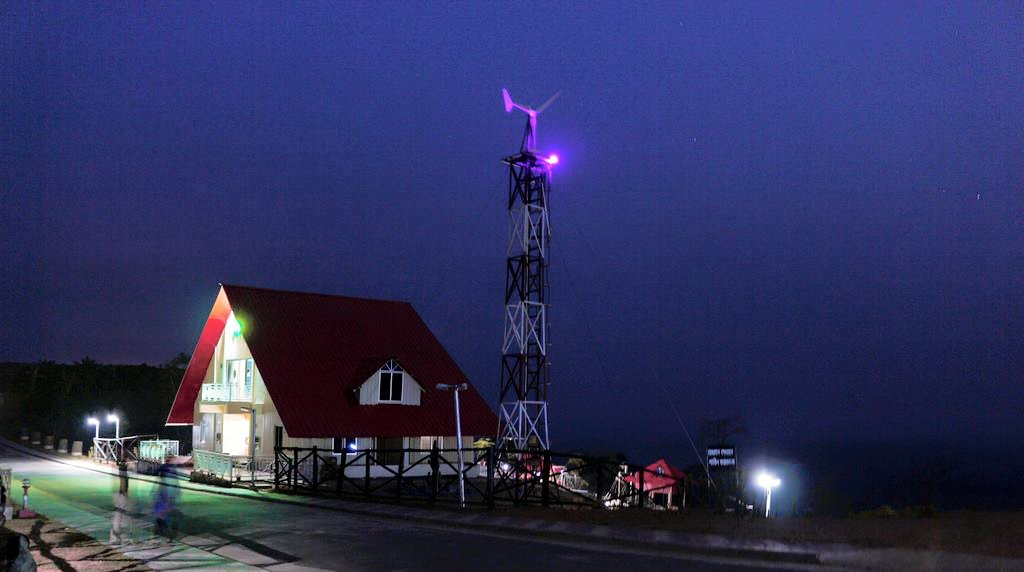
Місто Саджек вночі
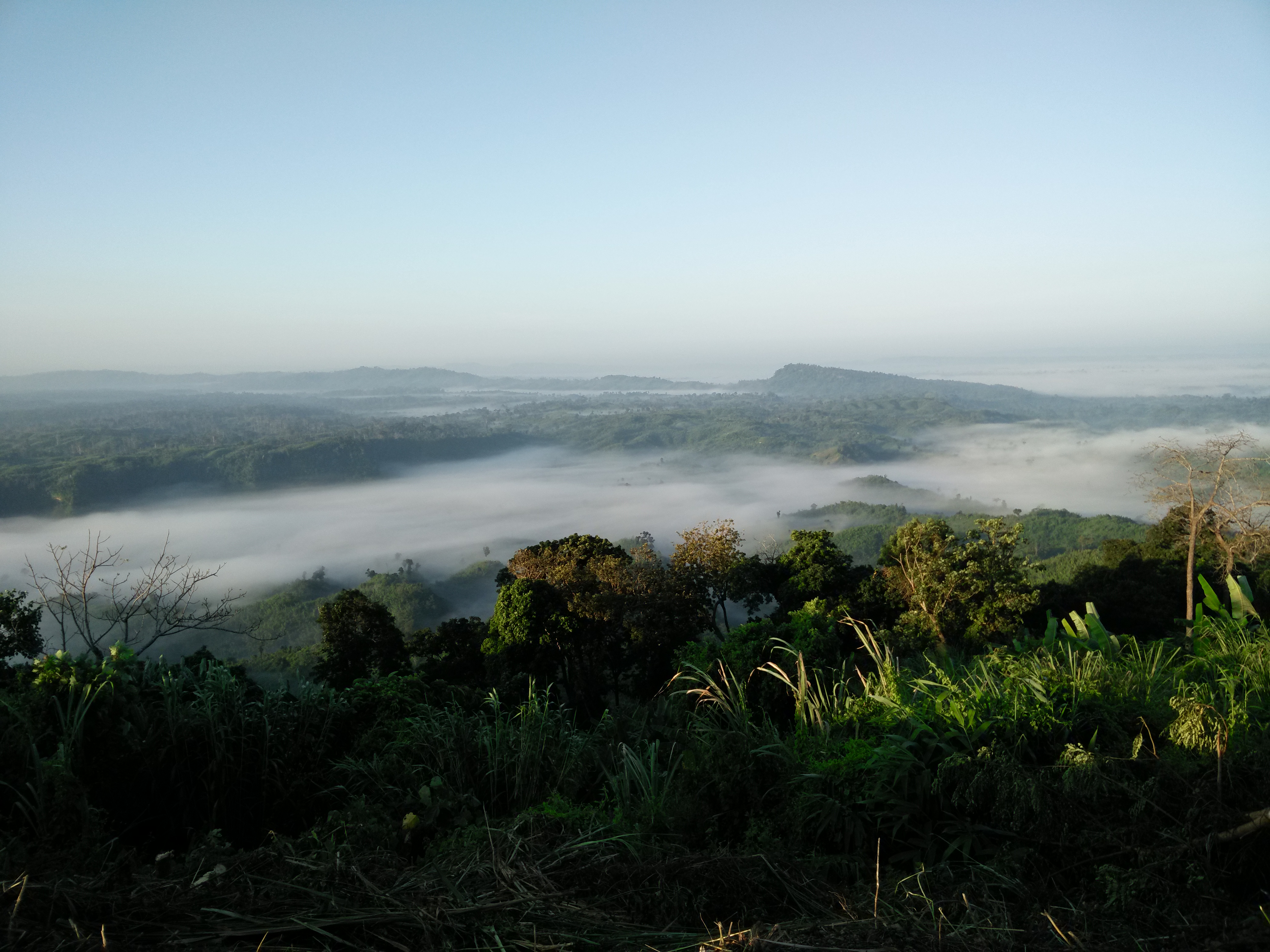
Вид із Саджека, Рангаматі
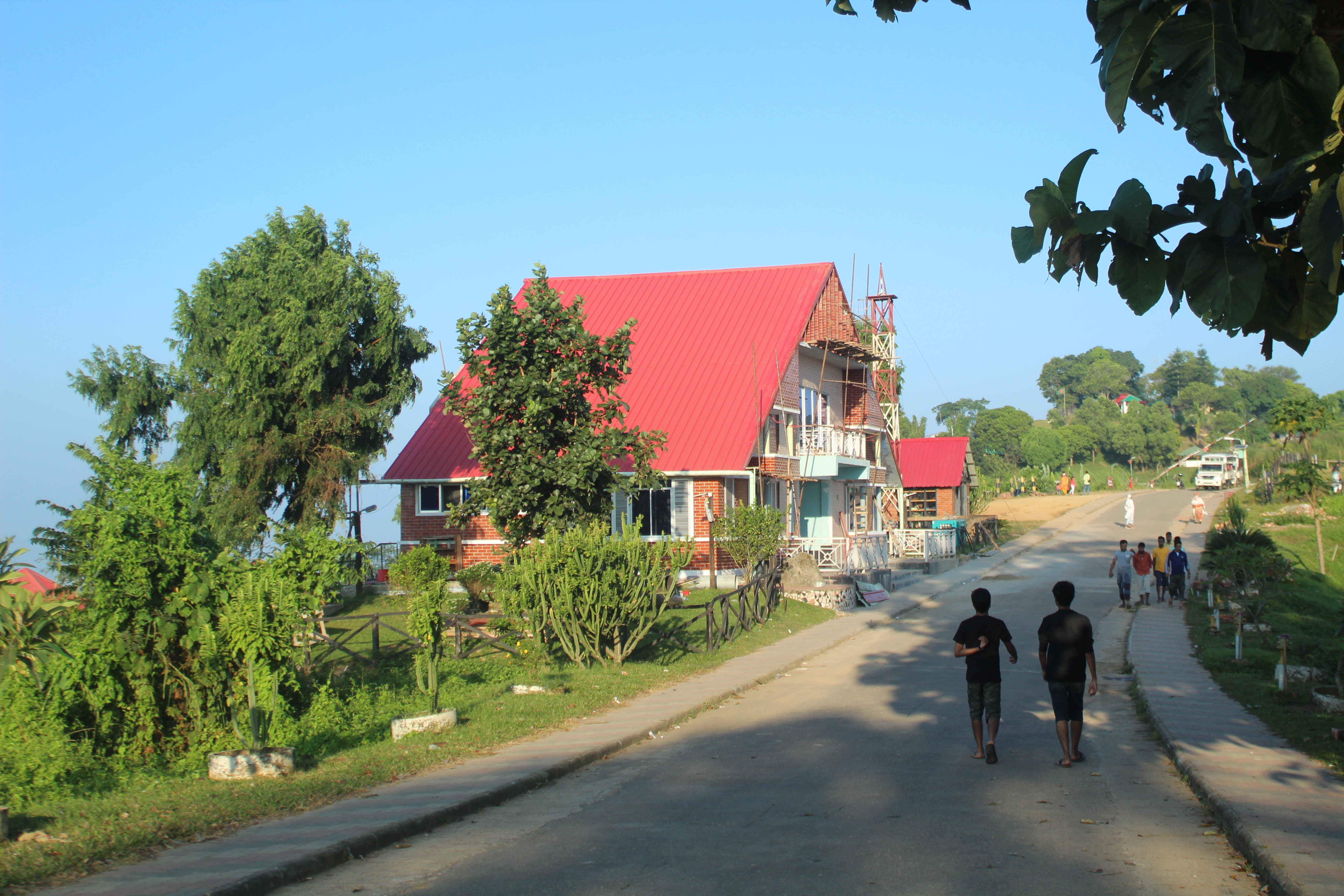
Курорт Ранмой
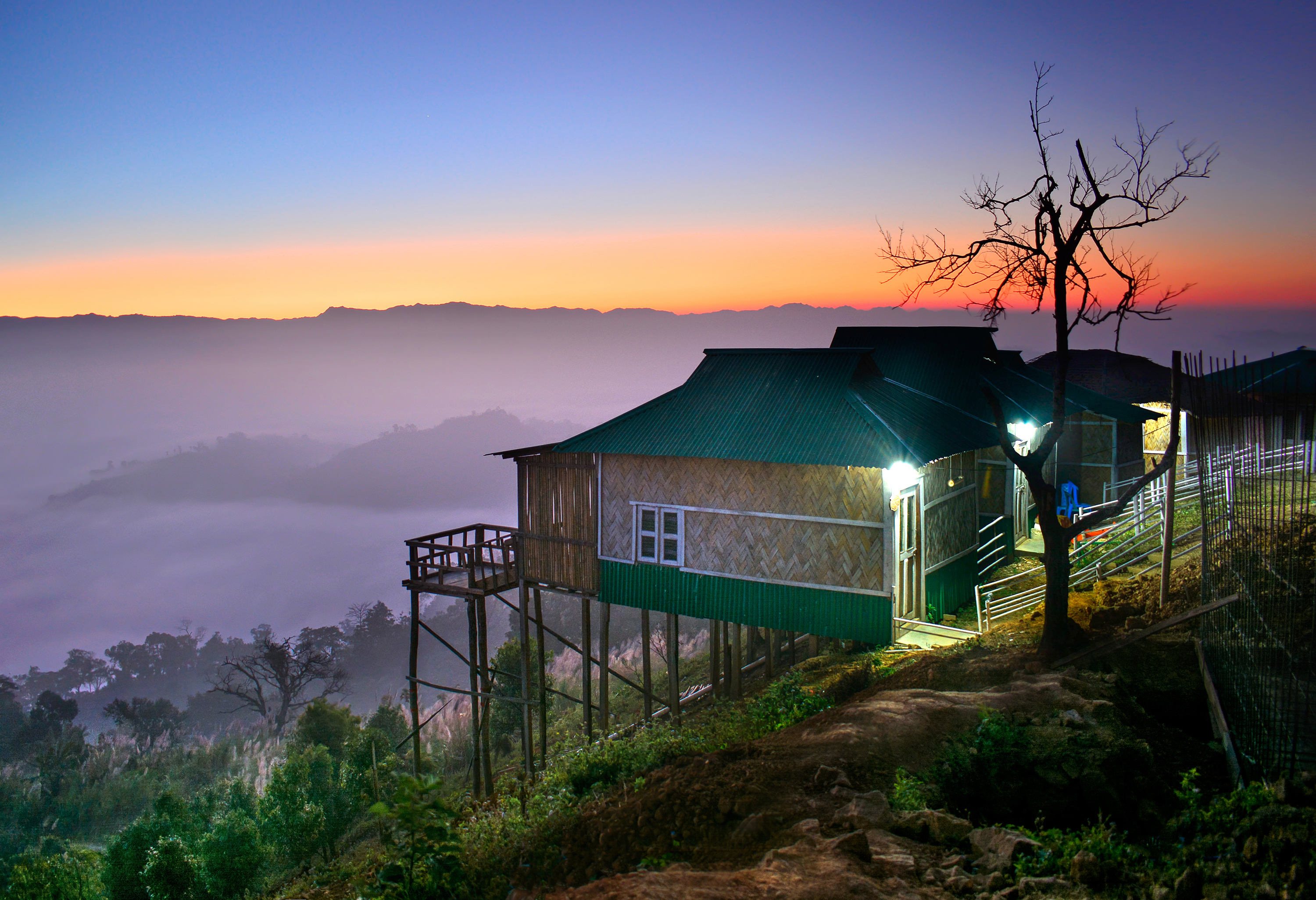
Курортний будинок у долині Саджек
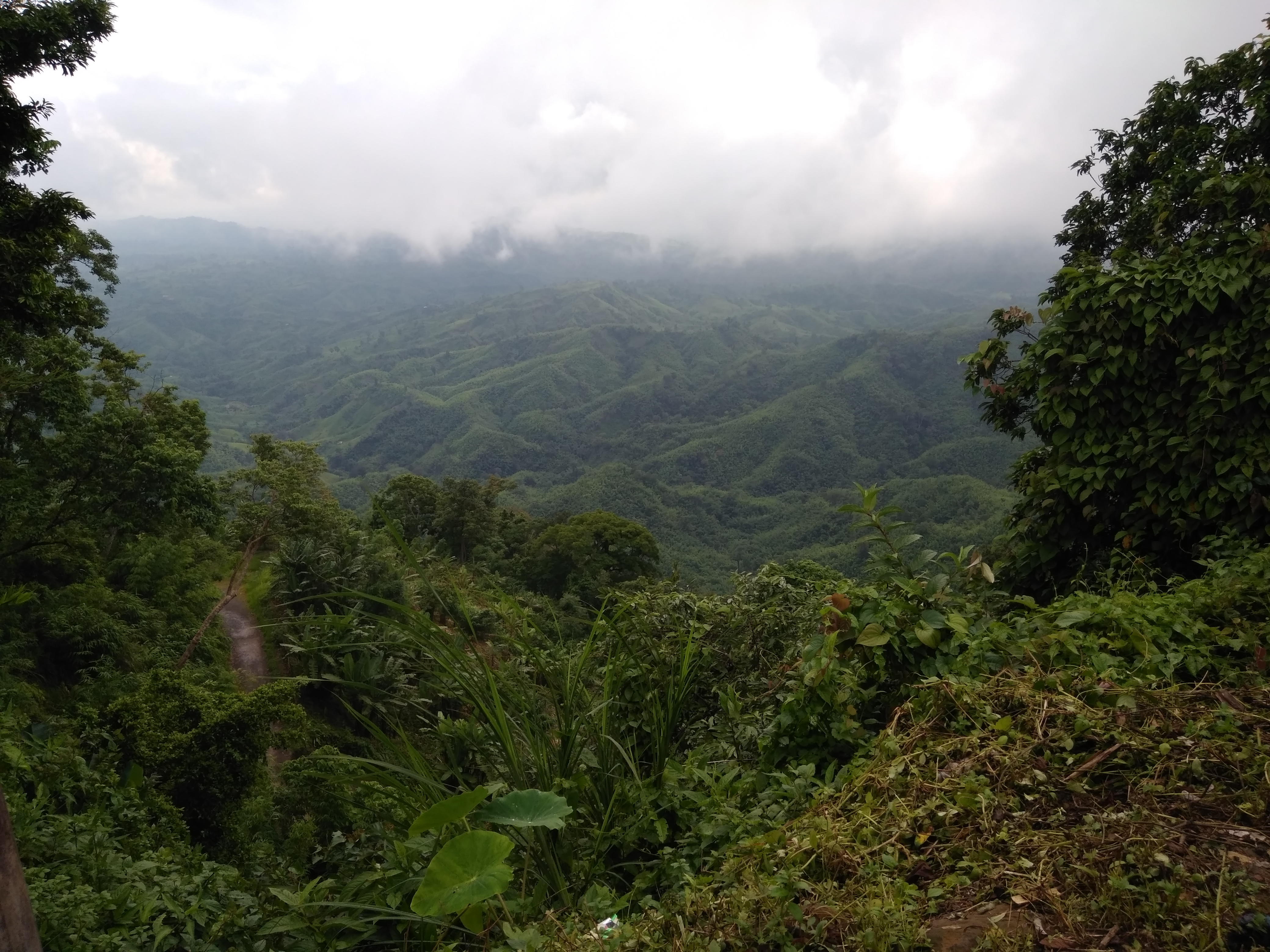
Пагорб Конглак
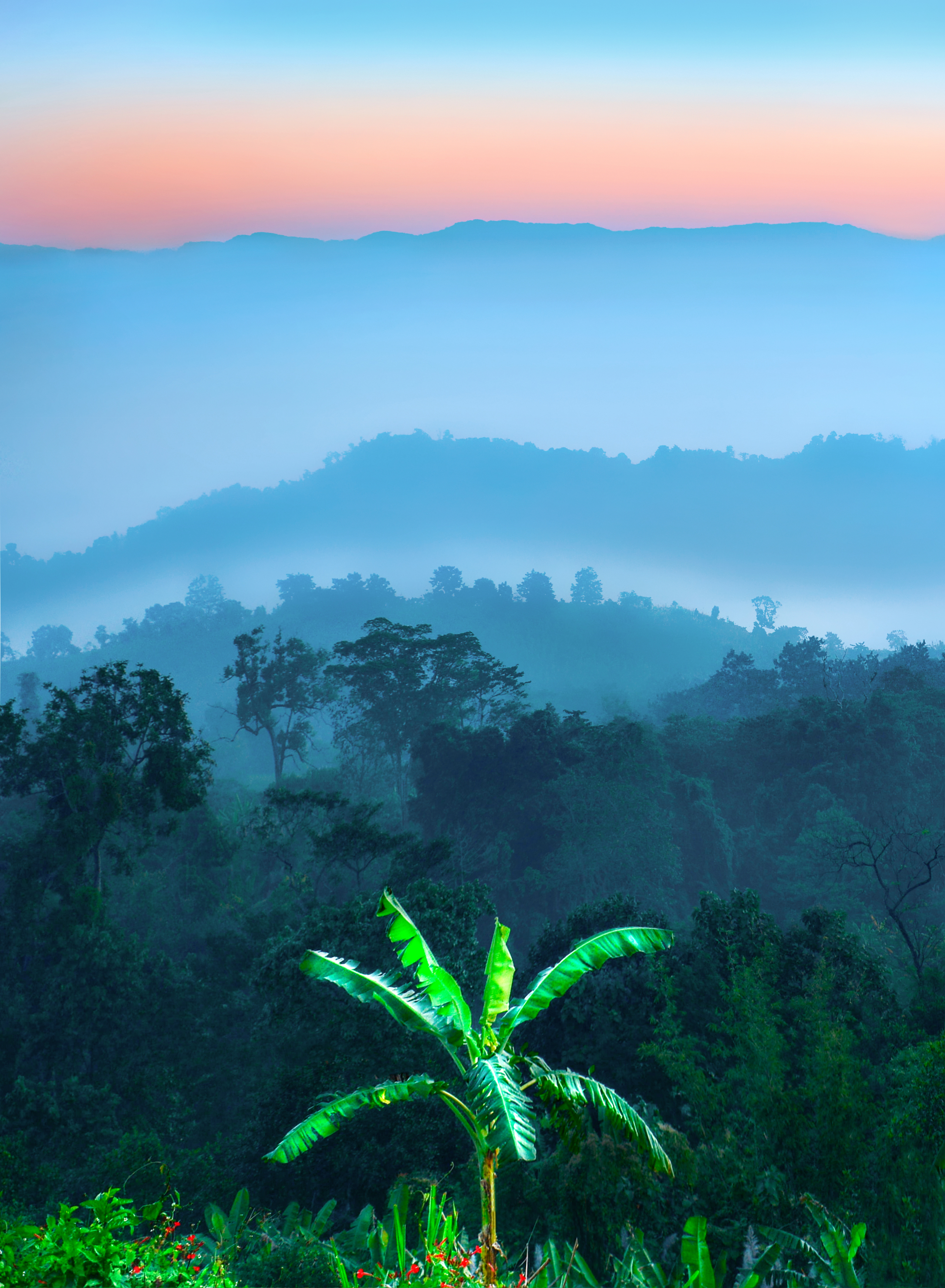
Оточення долини Саджек
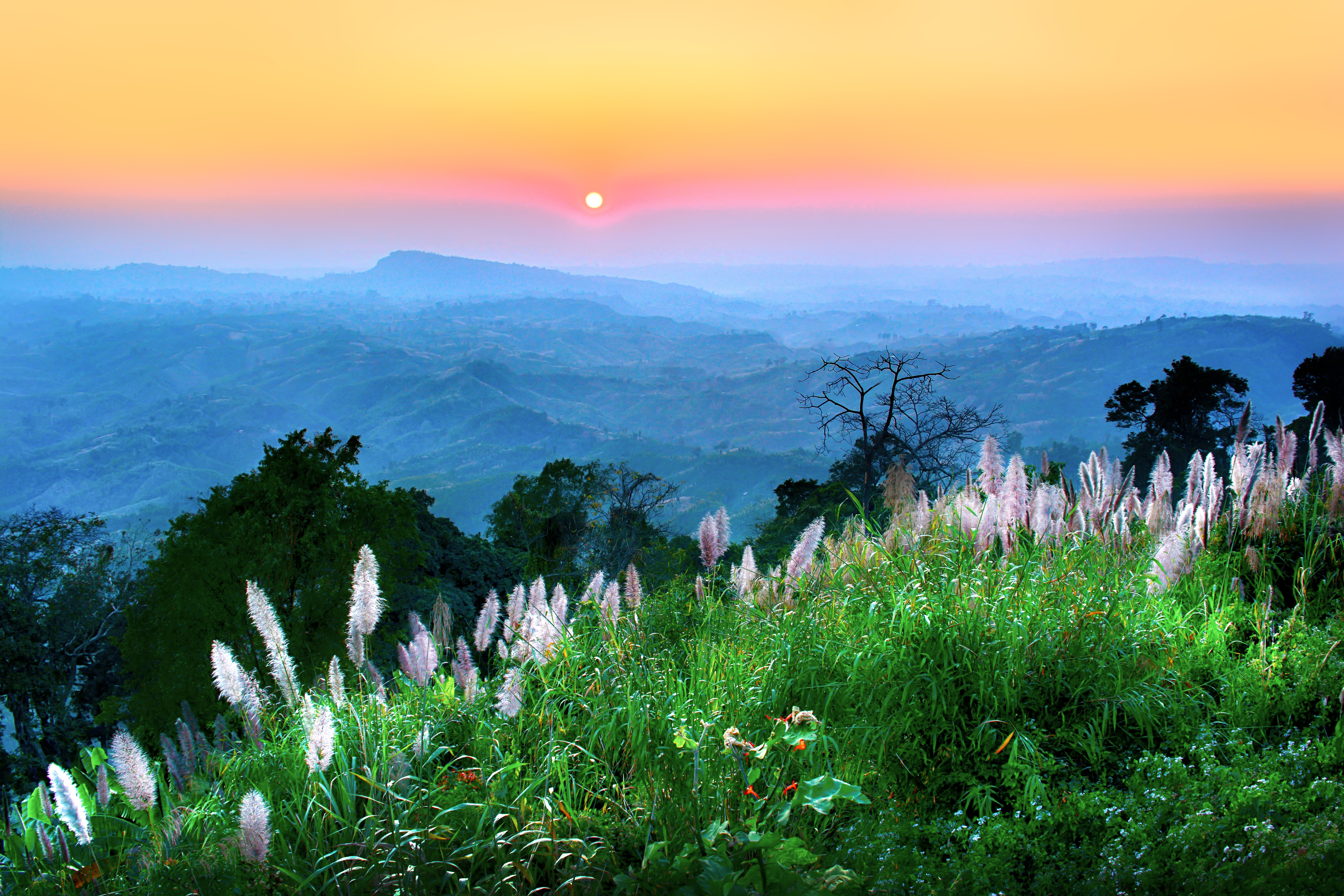
Схід сонця з пагорба Конглак або Конглак Хафонг
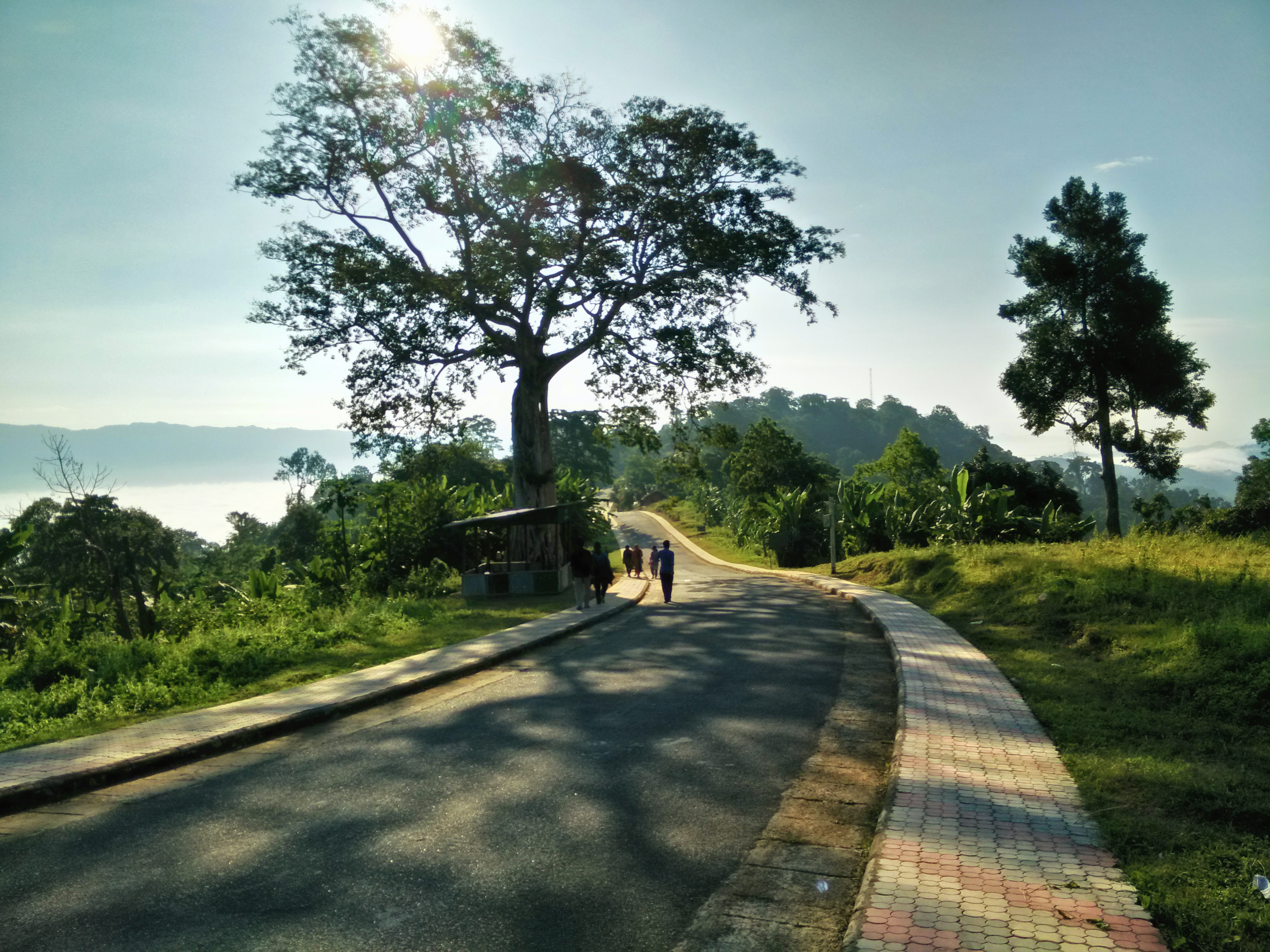
Дорога з Багаіхарі в долину Саджек
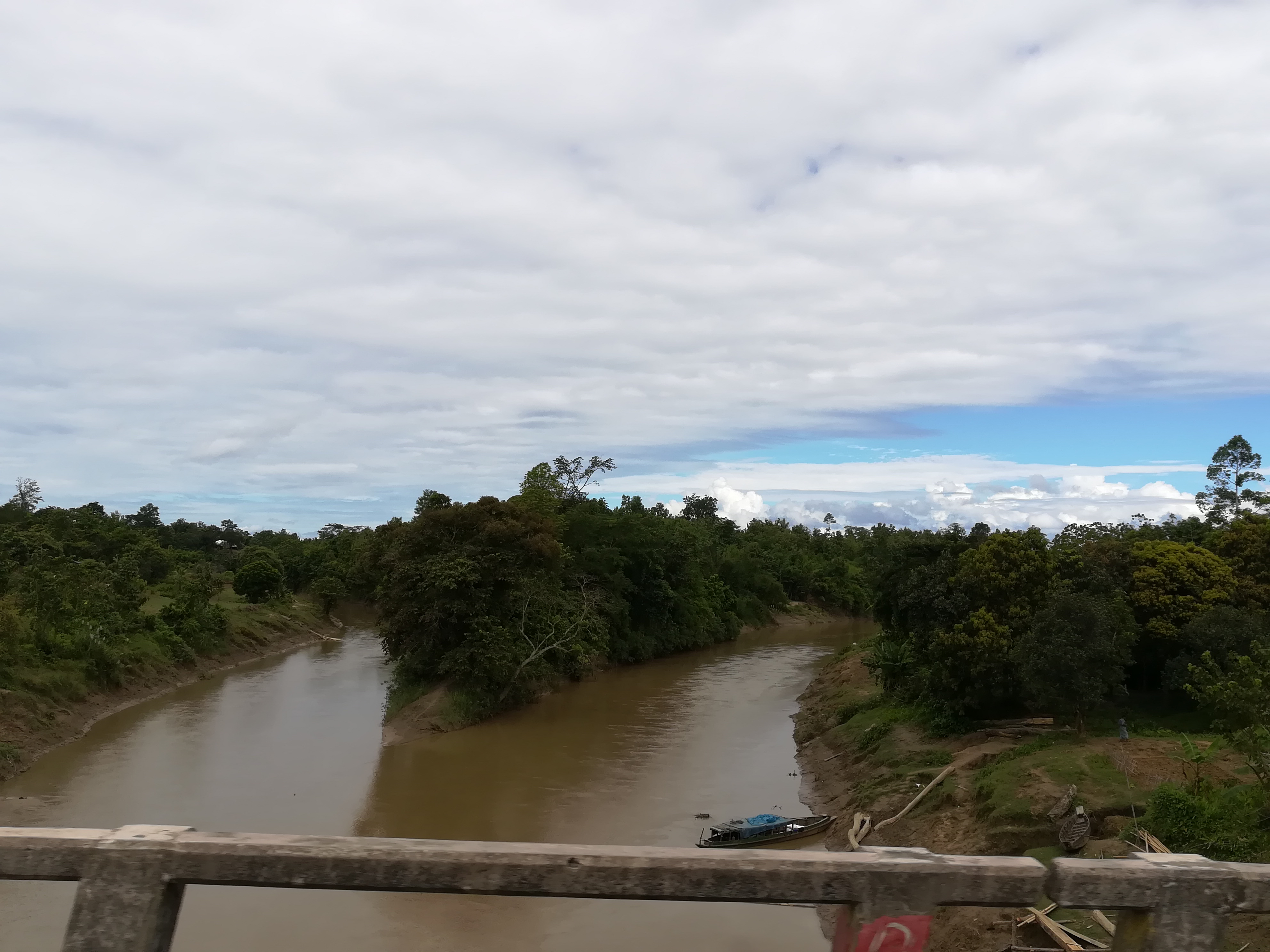
Річка Саджек
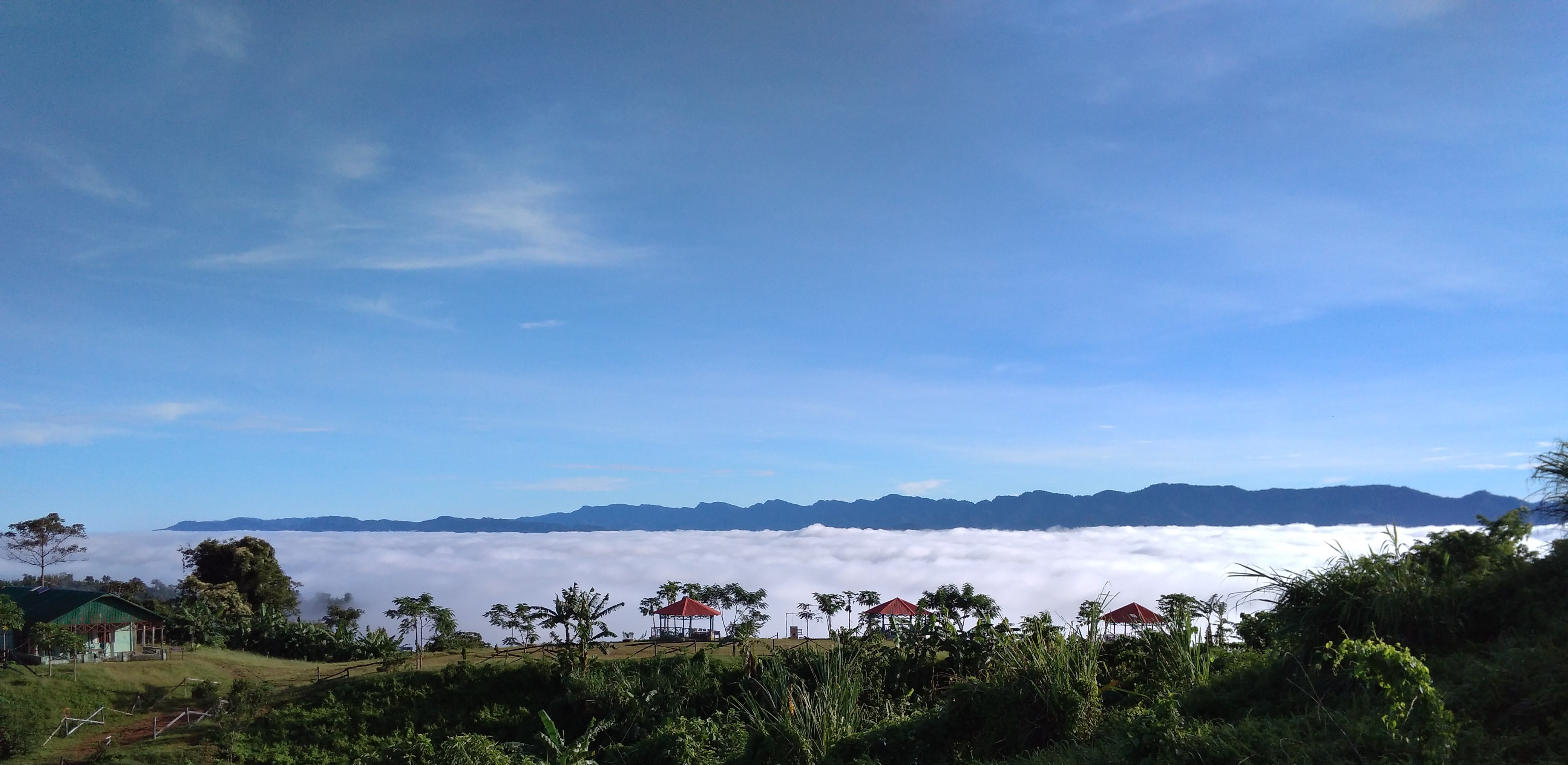
Вид з вертолітного майданчика
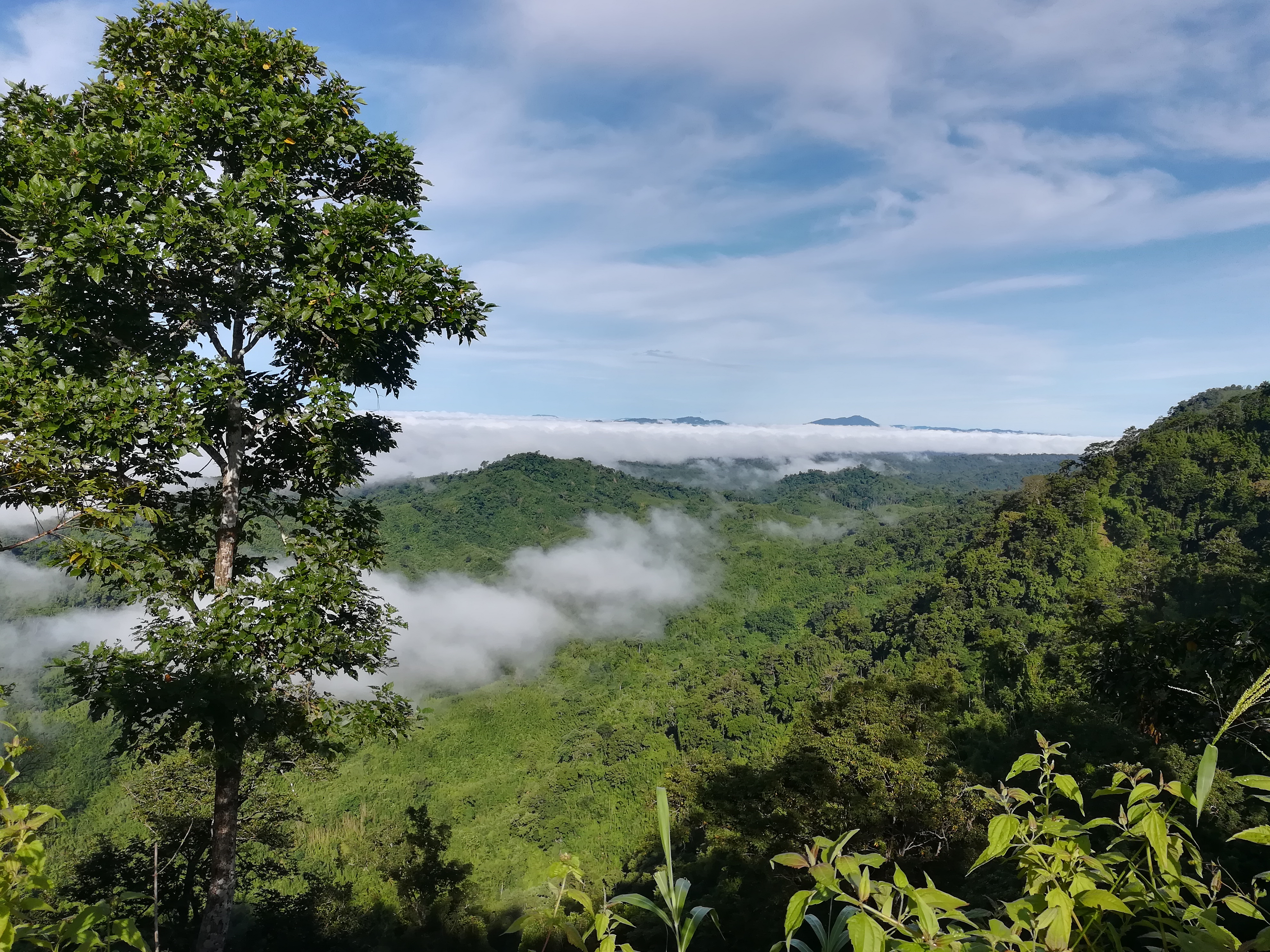
Вид на пагорб Конглак
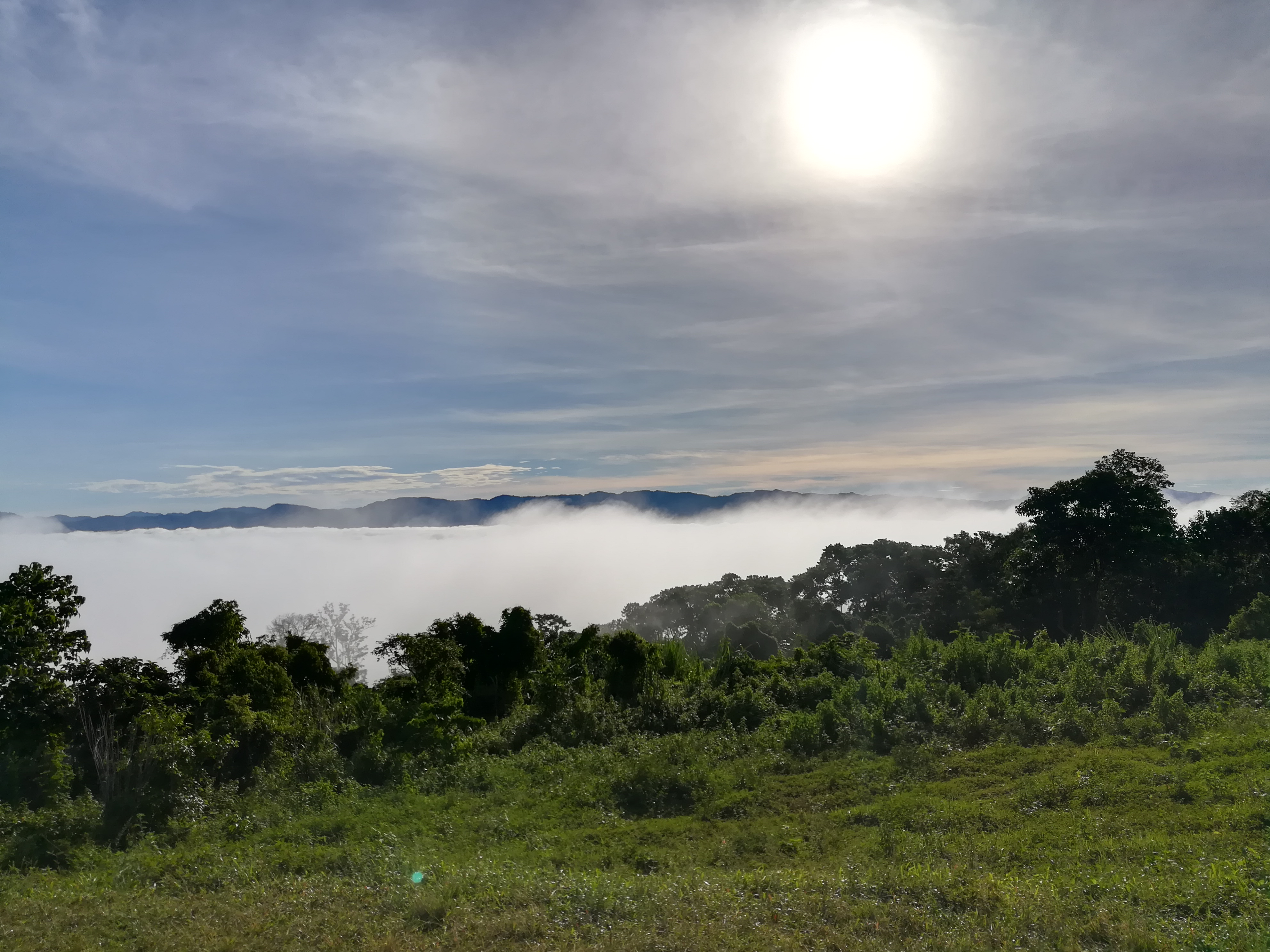
Гелікоптерний майданчик
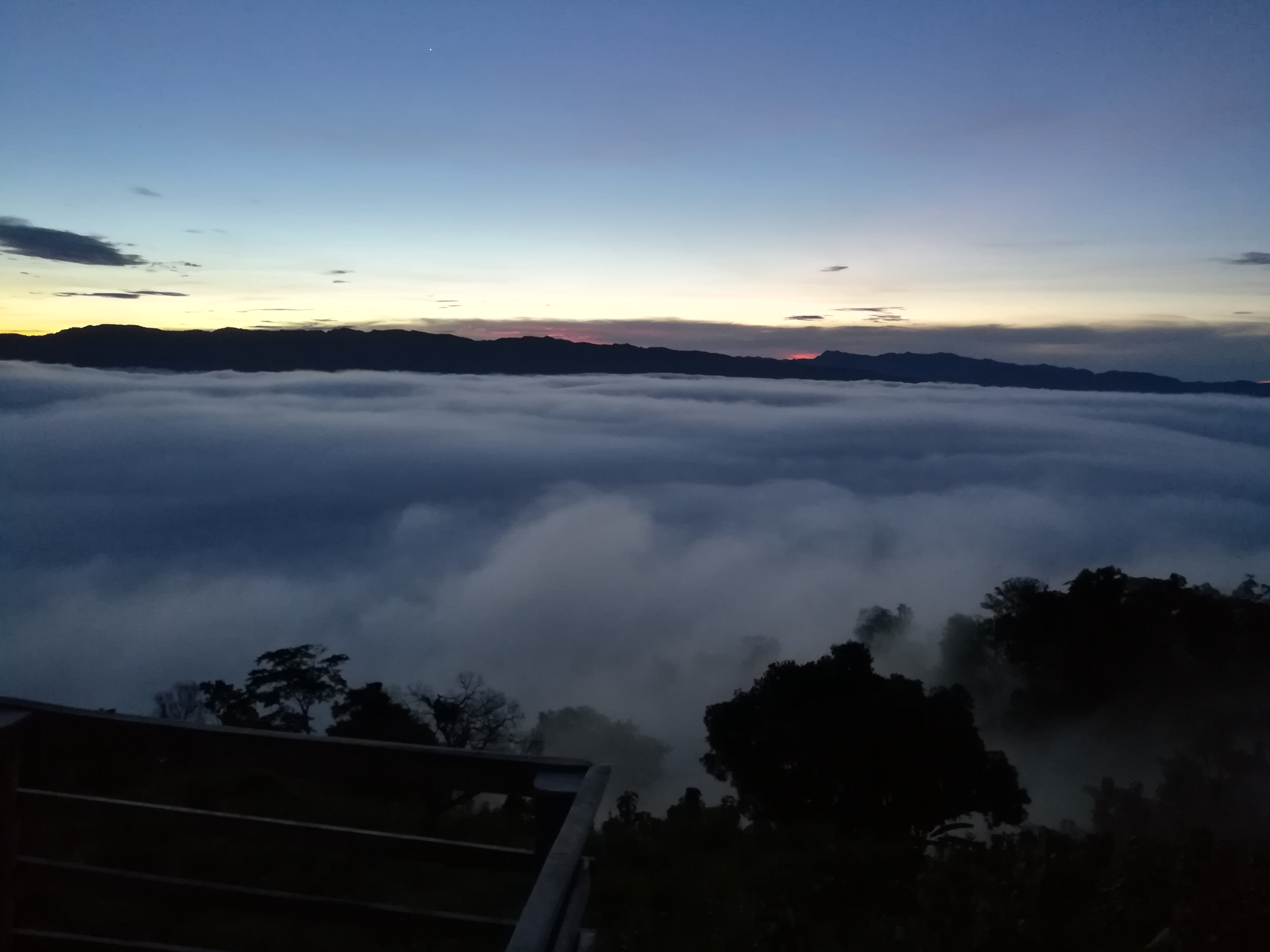
Вид на долину Саджек
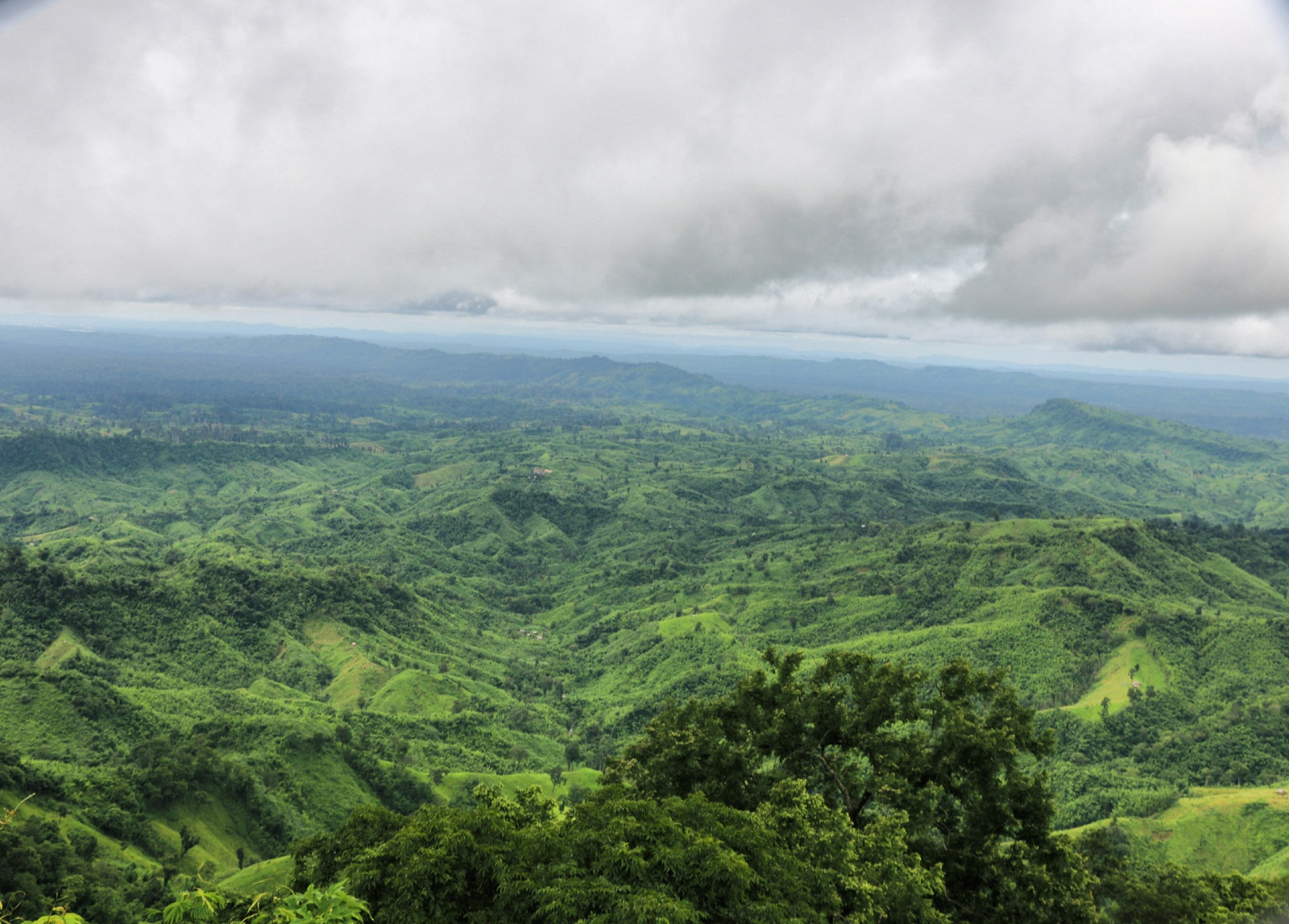
Вид на  Конглак
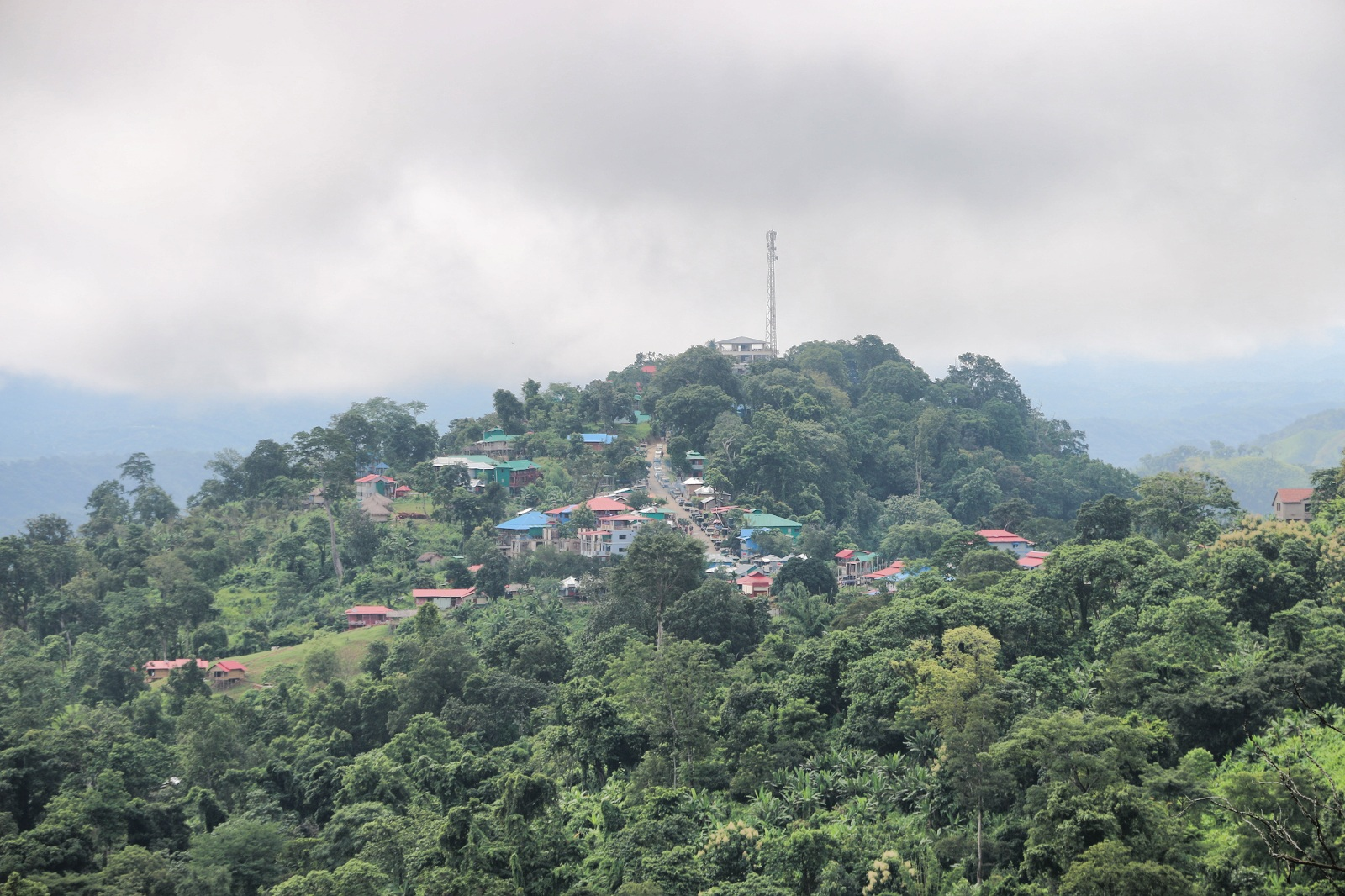
Долина Саджек з  Конглак
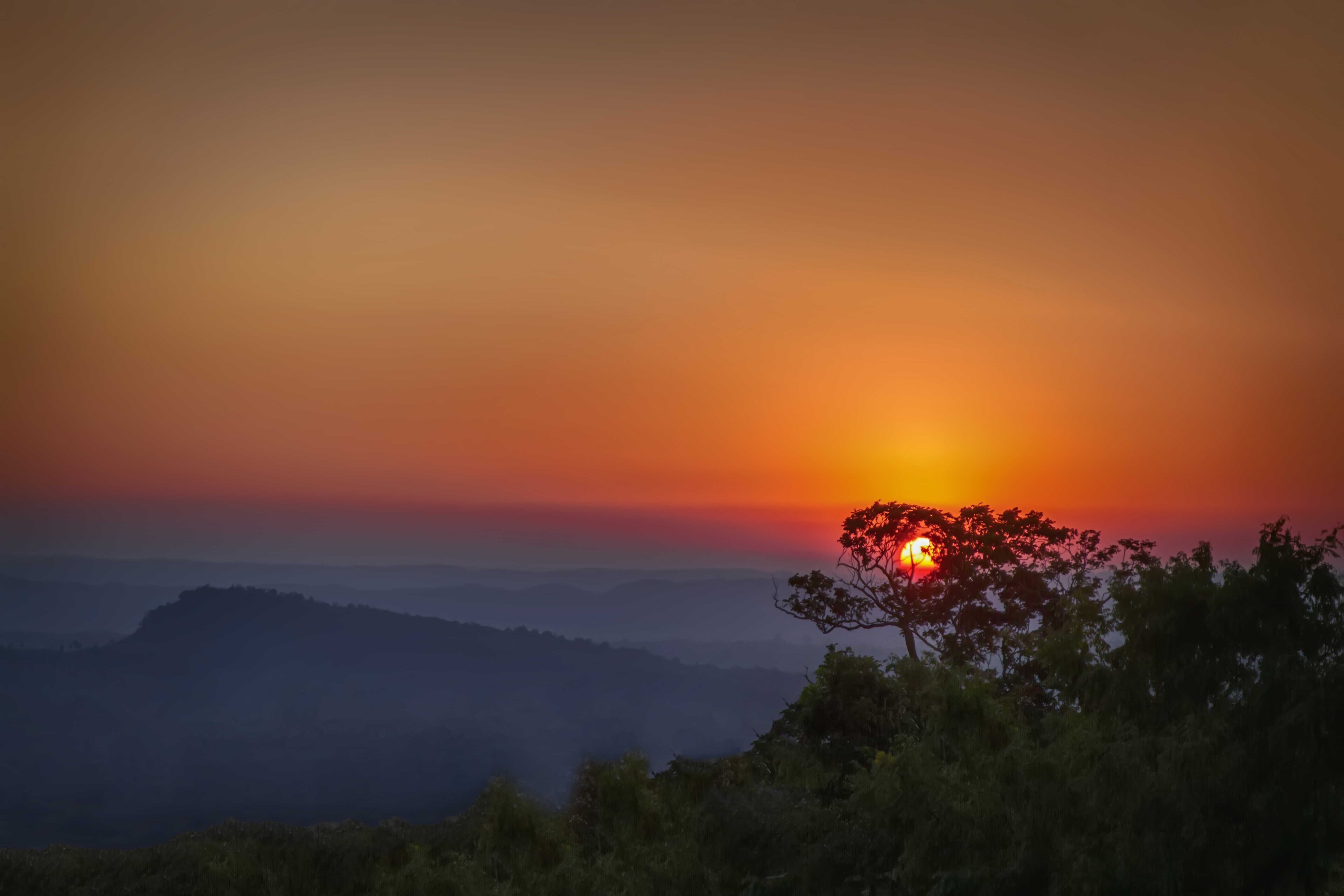
Схід сонця з гелікоптерного майданчика